# Tvrđava Vrdnik
Tvrđava Vrdnik odnosno utvrđeni grad Vrdnik bio je utvrđeni grad na Fruškoj gori u blizini Vrdnika. 
Od nje su danas ostali samo ostatci. Nalazi se na 400 metara nadmorske visine, na južnim padinama Fruške gore. Grad je bio izdužene polukružnu osnovu s ulaznim vratima na istočnom dijelu bedema. Pored vrata bila je ulazna kula kojoj je tlocrt iznutra bio pravokutan, a izvana zaobljen. Očuvao se dio južnog zidnog platna. Na njemu su i danas vidljiva kontraforska ojačanja. Ostatkom utvrde dominira snažna branič-kula koja je također izdužena polukružna tlocrta. Prije Drugoga svjetskog rata vršena su otkopavanja i tad su otkriveni zidovi koji su opasivali podgrađe.
Od cijelog je grada danas opstala samo donžon kula Vrdnička kula s nešto malo bedema i ruševinom jedne kule. Kad je istraživan lokalitet, otkriveni su predmeti iz doba rimske tetrarhije i cara Proba (276.—282.) koji je iz Sirmiuma upravljao dijelom Rimskog Carstva. To ukazuje da je prvobitno utvrda na ovom mjestu podignuta još u njegovo doba kao promatračnica ili predstraža samom Sirmiumu. Do danas nisu vršena nikakva istraživanja (arheološka, arhitektonska niti povijesna), tako da nema potankih podataka o izgledu ni o prošlosti Vrdnika, ali je napravljena geodetska podloga utvrde.

## Vanjske poveznice
- (srp.) SANU Spomenici kulture u Srbiji: Vrdnička kula
- (srp.) Туристичка организација општине Ириг - Врдничка кула[neaktivna poveznica]
- (srp.) ПСД Zmajevac - O Vrdniku  Arhivirana inačica izvorne stranice od 3. ožujka 2013. (Wayback Machine)
- (srp.) Ekoradio - Vrdnička kula  Arhivirana inačica izvorne stranice od 11. listopada 2011. (Wayback Machine)
- (srp.) Republički zavod za zaštitu spomenika kulture - Beograd
- (srp.) Lista spomenika
- (srp.) Republički zavod za zaštitu spomenika kulture - Beograd/Baza nepokretnih kulturnih dobara